# マウナケア・ビーチ・ホテル
マウナケア・ビーチ・ホテル（英語: Mauna Kea Beach Hotel）は、アメリカ合衆国ハワイ州ハワイ島西海岸にあるホテルである。リゾート全体はプリンスホテルが再改装して、管理している。このホテルは1967年、アメリカ建築家協会（AIA）の賞を貰い、また2007年のAIA全米ベスト建築ホテル（America's Favorite Architecture）トップ150に入っている。

## 概要
マウナケア・ビーチ・ホテルはアメリカ合衆国ハワイ州ハワイ島コハラ地区のカウナオア湾（Kaunaoa Bay）にあるホテルである。ハワイ島の西海岸に新しく開発された大型ホテル群（南から、コナ地区のアウトリガー・コナ・リゾート・アンド・スパ、フォーシーズンズホテル・カウプレフ、コハラ地区のヒルトン・ワイコロアビーチ、フェアモント・オーキッド・ホテル、マウナケア・ビーチ・ホテル）の中で、一番北に位置する。 

## 歴史
マウナケア・ビーチ・ホテルは、1960年にここへ泳ぎに来た後に、ここにほれ込んだローレンス・S・ロックフェラー（Laurance S. Rockefeller）によって初期開発がされた。ホテルの名前は、近くにあるマウナ・ケア（頂上は海抜4,205 m）にちなんで付けられた。マウナ・ケアは、雲に覆われていないときには、背後によく見える。
1961年に開始された当初の計画は、建築家ジョン・カール・ウォーネックによって一連の小さなコテージを建設することであったが、その計画は放棄された。その代わりに、スキッドモア・オーウィングズ・アンド・メリル社が建築家のエドワード・チャールズ・バセット（Edward Charles Bassett）を雇ってモダンなスタイルの印象的なホテル構造を設計した。オープンエア設計により、貿易風からの自然換気が可能になったが、各部屋ではエアコンも利用できた。同様のデザインのホテルは、今後数十年にわたってコハラ海岸に沿って建設されることでしょう。
このリゾートのゴルフコースは1964年に最初にオープンし、マウナケア・ビーチ・ホテル自体は1965年7月24日にオープンし、ロックフェラーのホテル会社RockResortsが運営した。 1995年までホテルは客室テレビなしで有名であった。1978年、ロックフェラーはホテルをユナイテッド航空に売却した。ユナイテッド航空は、1981年にウェスティン・ホテルズに改名したウエスタン・インターナショナル・ホテルズ部門にホテル運営を任せた。
その後、このホテルは1990年に西武鉄道グループの堤義明によって買収され、その後はプリンスホテルが運営している。1994年には2年間の改装工事のため閉鎖された。その年の8月、姉妹ホテルであるハプナビーチ・プリンスホテルが、近くにオープンした。マウナケア・ビーチ・ホテルは1996年1月にリニューアルオープンした。1996年から2001年にかけて、ハワイとアラスカのプリンスホテルはすべてウェスティン・ホテルに加盟し、ここのホテルはウェスティン・マウナケア・ビーチ・ホテルとして5年間そのチェーンに再加入した。
マウナケア・ビーチ・ホテルは、「2006年のキホロ湾地震」（2006 Kiholo Bay earthquake）による構造的損傷のため閉鎖された。1億5千万ドルをかけた改装後、ホテルは2008年12月20日に一部が再開し、2009年3月に全面再開した。ホテルは、2015年にマリオット・インターナショナルの高級ホテル（オートグラフ・コレクション・ホテル）として扱われている。
ここのゴルフコースは、パソコン用のリンクス・ゴルフゲーム（Links）のコースラインアップの一部として紹介されている。